# Avers (Numismatik)

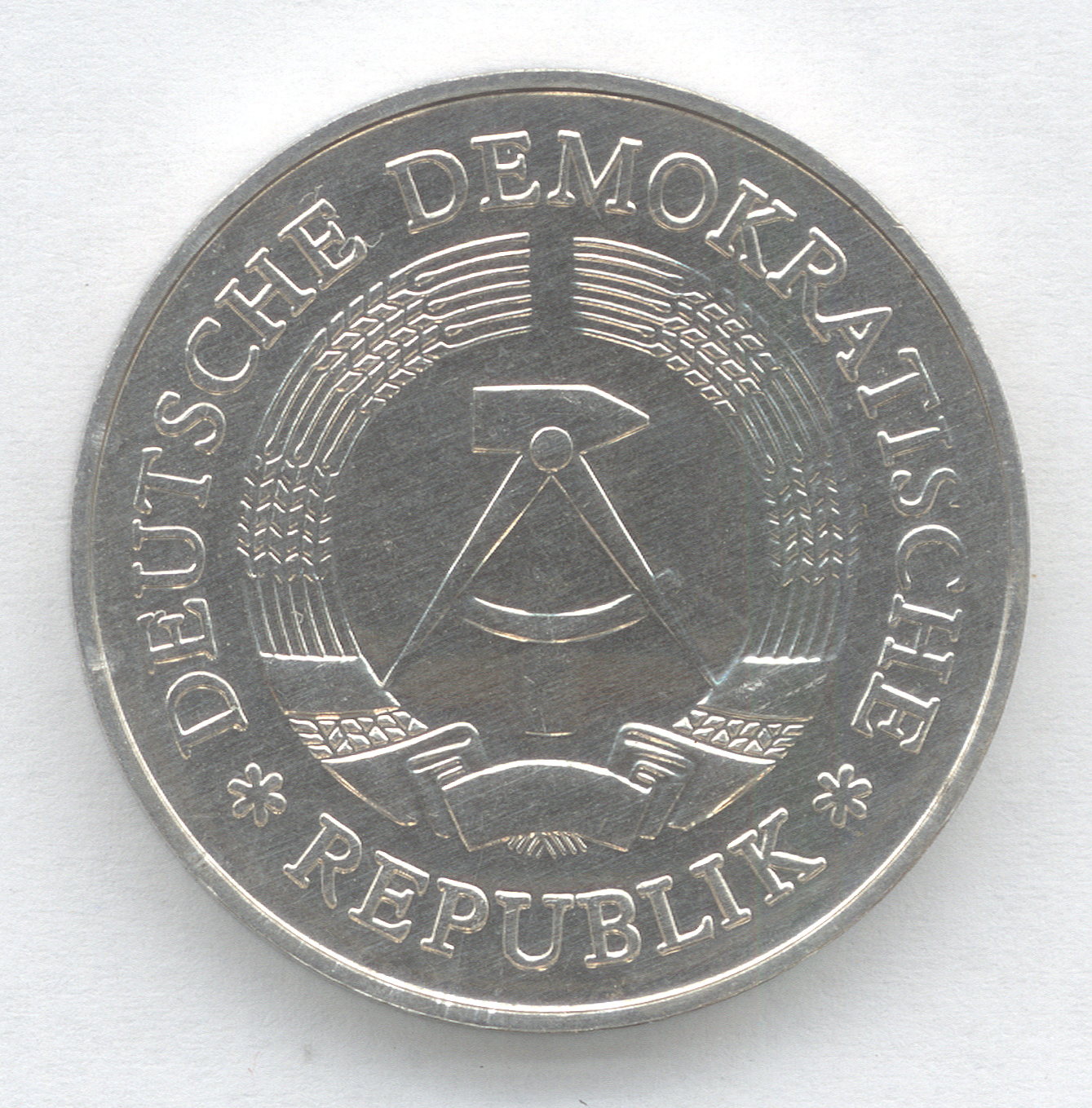
Bildseite (1-Mark-Münze der DDR)

Der Avers (Abkürzung Av.) ist in der Numismatik die Vorderseite (Abkürzung Vs.) einer Münze oder Medaille. Sie wird auch Bildseite oder Hauptseite genannt. Die Rückseite wird als Revers (Abkürzung Rv.) bezeichnet.

## Herkunft
Das Wort Avers wurde aus der französischen Sprache zur Bezeichnung der Vorderseite numismatischer Objekte übernommen. Das französische Substantiv avers geht auf lateinisch adversus „zugewandt“, „zugekehrt“ zurück und bedeutet „Vorderseite“.
Die Begriffe Avers und Revers im Sinne von „Vorderseite“ und „Rückseite“ werden auch bei Orden und Ehrenzeichen, Siegeln und Flaggen verwendet.

## Verwendung
In der Numismatik wird unter dem Begriff Avers immer die Vorderseite einer Münze verstanden. Darüber aber, welche Seite einer Münze Vorderseite und welche Rückseite ist, bestehen unterschiedliche Auffassungen. So bezeichnen amtliche Dokumente, aber auch Publikationen, die einheitliche Wertseite (Münznominal) der Euromünzen, die den Zahlenwert und die Aufschrift Euro oder Euro Cent zeigt, als Vorderseite oder europäische Münzseite, und die unterschiedliche Bildseite, die zumeist Motive mit national-symbolischem Charakter zeigt, als Rückseite oder nationale Seite. Die Problematik der Zuordnung wird zunehmend durch die Verwendung der Begriffe Bild- und Wertseite umgangen, die sich bei Münzen meist eindeutig zuordnen lassen.
Es gibt jedoch auch Münzen, die weder eine Vorderseite noch eine Rückseite haben, wie beispielsweise der Schmalkaldische Bundestaler mit einer sächsischen und einer hessischen Seite.

## Motive
Häufig sind auf der Bildseite moderner Münzen von Republiken das Staatswappen, das Staatsembleme oder andere Hoheitssymbole eines Staates abgebildet. Münzen von Monarchien zeigen häufig das Porträt des Herrschers, dessen Monogramm und ggf. dessen Namen.
Auf Münzen des Hellenismus und der römischen Republik sind meist Götterköpfe abgebildet.
Auf Münzen aus der Römischen Kaiserzeit (bereits ab Caesar) ist fast immer das Porträt des Kaisers, gelegentlich auch das seiner Frau oder seines Mitkaisers, abgebildet.
Auf den Groschen der sächsischen Groschenzeit ist die Seite mit dem Namen des Münzherrn die Vorderseite. Da die Rückseite mit dem Löwen prägnanter wirkt, ist das wahrscheinlich der Grund dafür, dass selbst in Auktionskatalogen das Rückseitenbild oft fälschlich als Vorderseitenbild dargestellt ist.
Die von der markgräflichen Münze in Brandenburg von 1280 bis 1369 geprägten Münzen zeigen übereinstimmend auf der Vorderseite die Gestalt des Markgrafen, der zwei Schwerter, Lanzen, Helme, Vögel, Bogen oder dergleiche in den Händen hält.